# Cactus Jack (Band)
Cactus Jack ist eine serbische Hardrockband.

## Geschichte
Die Band wurde 1998 von Stevan Birak, Dušan Gnjidić, Miodrag Krudulj und Vladimir Jezdimirović gegründet. Zu Beginn coverte die Band überwiegend  Soundtracks von Quentin Tarantinos Filmen. 1999 nannte sich die Band, die damals noch unter ihrem ursprünglichen Namen Caramba bekannt war, in Cactus Jack um. Im Februar 2002 veröffentlichte sie ein Live-Coveralbum. 2002 tourten sie zusammen mit der Rockband Riblja čorba. 2003 veröffentlichten sie die EP „Grad“ und ein Live-Album mit dem Titel „Deep Purple Tribute“. 
Der Keyboarder Zoran Samuilov ist das neueste Mitglied der Band.
Beim Deep-Purple-Konzert am 7. Dezember 2003 in Belgrad trat die Band als Vorgruppe auf. 2004 veröffentlichten sie ihr erstes Studioalbum mit dem Titel „Natur all“.

## Diskografie

### EP
- 2003: Grad

### Studioalben
- 2004: Natur all
- 2005: Mainscream

### Livealben
- 2002: DisCover (Coveralbum)
- 2003: Deep Purple Tribute (Tributealbum)